# Szegedi Kilit Antal
Szegedi Kilit Antal (Kecskemét, 1816. április 13. – Kecskemét, 1888. július 13.) Szent Ferenc rendi szerzetes, házfőnök.

## Élete
Tanulmányait szülővárosában végezte. 1832-ben a Kapisztrán Szent Jánosról nevezett rend tagjává avatták. Előbb gimnáziumi, később teológiai tanár volt, majd kétszer definitor, 1858-ban zárdafőnök Szécsényben; 1885-ben nyugalomba vonult.
Cikkeket írt a Nemzeti Ujságba (1841), a Társalkodóba, a Religióba, a Szegedi Hiradóba (1861-63), majd a Szegedbe.

## Munkái
- Anyaszentegyház szervezete. Pest, 1855
- A Szeged alsóvárosi fejedelmi templom és kolostor történelmi vázlata. Szeged, 1862. (Különny. a Szegedi Hiradóból)
- A japáni szent vértanúk rövid története. Uo. 1862
- Havi boldog asszony tisztelete. Imakönyv. Uo. 1863
- Mult és jelen. Eger, 1870
- Az egri szent Ferenczrendi Kolostor monographiája Uo. 1873
- A Messiás. Antilogiául Renán «Jézus élete»-re. Kecskemét, 1884
- Lelki vezér. Orgonahangok, ima- és énekeskönyv. Gyöngyös, 1893 (2. kiadás. 4. k. 1899. Uo.)